# Richard Fuchs (Mathematiker)

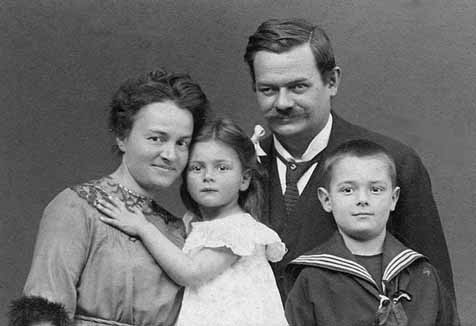
Richard Fuchs mit seiner Familie um 1915

Maximilian Ernst Richard Fuchs (* 5. Dezember 1873 in Greifswald; † 28. Dezember 1944 in Bad Doberan) war ein deutscher Mathematiker und Flugtechniker.

## Leben
Richard Fuchs wurde 1897 in Berlin mit der Dissertation Ueber die Periodicitätsmoduln der hyperelliptischen Integrale als Functionen eines Verzweigungspunktes promoviert und war ab 1901 Oberlehrer für Mathematik am Gymnasium. Im Jahre 1906 wurde er an der Technischen Hochschule Berlin-Charlottenburg habilitiert. Nach Ende des Ersten Weltkrieges wurde er dort 1922 außerordentlicher Professor.
Richard Fuchs war der Sohn des Mathematikers Lazarus Fuchs. Zusammen mit Ludwig Schlesinger gab er die Gesammelten mathematischen Werke seines Vaters heraus.
Ein Hauptarbeitsgebiet von Richard Fuchs war die Theorie der Differentialgleichungen im Komplexen. Hier vervollständigte er unter anderem die Untersuchungen von Paul Painlevé über Differentialgleichungen zweiter Ordnung ohne bewegliche Singularitäten. Seine diesbezüglichen Arbeiten (siehe Painlevé-Gleichungen) nahmen Arbeiten vorweg, die erst viel später aktuell wurden, so über die Isomonodromie-Eigenschaften der Painlevé-Gleichungen und den Zusammenhang mit der Picard-Fuchs-Gleichung (die nach seinem Vater sowie Émile Picard benannt ist).
Richard Fuchs arbeitete auch über Strömungsmechanik und konkrete Probleme der Flugtechnik (Tragflügel). So verfasste er gemeinsam mit Ludwig Hopf das Buch Aerodynamik. Von 1924 bis 1936 war er freier Mitarbeiter an der Deutschen Versuchsanstalt für Luftfahrt in Berlin-Adlershof, danach an der Deutschen Forschungsanstalt für Luftfahrt in Braunschweig.

## Schriften
- Ueber die Periodicitätsmoduln der hyperelliptischen Integrale als Functionen eines Verzweigungspunktes. Dissertation. Berlin 1897.
- mit Ludwig Schlesinger (Hrsg.): Gesammelte mathematische Werke von L. Fuchs. Mayer & Müller, Berlin 1904–1909.
- mit Ludwig Hopf: Aerodynamik. Schmidt & Co., Berlin 1922 (überarbeitete Neuauflage (mit Fr. Seewald): Springer, Berlin 1934).